# Internet en Nouvelle-Zélande
Internet en Nouvelle-Zélande est utilisé en 2012 par environ 89 % de la population.

## Statistiques
| Année | 2002  | 2003  | 2004  | 2005  | 2006  | 2007  | 2008  | 2009  | 2010  | 2011  | 2012  |
| %     | 59,08 | 60,96 | 61,85 | 62,72 | 69,00 | 69,76 | 72,03 | 79,70 | 83,00 | 86,00 | 89,51 |